# ظاهرة إضافية
ظَاهِرَةٌ إِضَافِيَّة أَو عَارِضَة هي هي ظاهرة ثانوية تحدث جنبًا إلى جنب مع ظاهرة أولية أو بالتوازي معها. للكلمة معنيان: أحدهما يشير ضمنيًا إلى السببية المعروفة والآخر يشير ضمنيًا إلى غياب السببية أو تحفظ الحكم عليها.

## أمثلة

### ما وراءَ الطبيعة
غالبًا ما تكون مشكلة الظواهر إِضَافِيَّة مثالًا مضادًا لنظريات السببية وتُحدد مع المواقف التي يكون فيها الحدث ج ناتجًا عن (أو يُقال إنه ناتج عن) حدث ح، والذي يسبب أيضًا (أو يقال إنه يسبب) حدث خ. على سبيل المثال، خذ تحليل لويس للوقائع المضاد المبسط للسببية بأن معنى الافتراضات حول العلاقات السببية بين حدثين أ وب يمكن تفسيره من حيث الشروط المضادة للواقع بالشكل "إذا لم يحدث أ، فلن يحدث ب“. افترض أن ح تسبب ج وأن ح لها ظاهرة إِضَافِيَّة خ. ثم حصلنا على ذلك إذا لم تحدث ج، فلن تحدث خ أيضًا. ولكن بعد ذلك وفقًا للتحليل المضاد للعلاقة السببية، فإن الافتراض القائل بوجود اعتماد سببي لـ خ على ج صحيح؛ أي، وفقًا لوجهة النظر هذه، تسبب ج في خ. نظرًا لأن هذا لا يتماشى مع الطريقة التي نتحدث بها عادةً عن السببية (لن نقول إن ج تسبب خ)، يبدو أن التحليل المضاد غير كافٍ.

### فلسفةُ العقل وعلمُ النفس
ظاهرة يمكن أن تكون ظاهرة إِضَافِيَّة نتيجة لظواهر أولية، ولكنها لا يمكن أن تؤثر على ظاهرة أولية. في فلسفة العقل، ظاهراتية مصاحبة هي الرأي القائل بأن الظواهر العقلية هي ظاهرة ثانوية من حيث أنها يمكن أن تكون ناجمة عن ظواهر فيزيائية، لكن لا يمكن أن تسبب ظواهر فيزيائية. في ظاهراتية مصاحبة القوية، لا يمكن أن تحدث الظواهر الظاهرية التي هي ظواهر عقلية إلا عن طريق الظواهر الفيزيائية، وليس الظواهر العقلية الأخرى. في ظاهراتية مصاحبة الضعيفة، يمكن أن تحدث الظواهر الظاهرية التي هي ظواهر عقلية عن كل من الظواهر الفيزيائية والظواهر العقلية الأخرى، لكن الظواهر العقلية لا يمكن أن تكون سببًا لأية ظاهرة فيزيائية.
يعمل الفضاء الكوني بشكل مستقل عن العالم العقلي في ظاهراتية مصاحبة؛ يوجد العالم العقلي كعالم مشتق موازٍ للعالم المادي، يتأثر بالعالم المادي (وبواسطة ظواهر أخرى في ظاهراتية مصاحبة الضعيفة)، ولكنه غير قادر على التأثير على العالم المادي. تسمح ذرائعية لظاهراتية مصاحبة لبعض الظواهر العقلية بالتسبب في ظواهر فيزيائية، عندما يمكن تحليل تلك الظواهر العقلية بدقة كملخصات للظواهر الفيزيائية، مع الحفاظ على السببية للعالم المادي ليتم تحليلها بدقة من خلال الظواهر الفيزيائية الأخرى.

### دواء
في الاستخدام الأكثر عمومية للكلمة، يتم تضمين العلاقة السببية بين الظواهر؛ الظاهرة الثانوية هي نتيجة للظاهرة الأولية. هذا هو المعنى المرتبط بالظاهراتية مصاحبة.
ومع ذلك، في الطب، عادة لا تكون هذه العلاقة ضمنية، وعادة ما يتم استخدام الكلمة بمعناها الثاني: قد تحدث ظاهرة عابرة بشكل مستقل، وتسمى ظاهرة ثانوية لأنها ليست الظاهرة الأساسية قيد الدراسة أو لأن الارتباط فقط، وليس السببية، معروف أو مشتبه به. وبهذا المعنى، فإن القول بأن ج مرتبط بـ ح كظاهرة ثانوية يحافظ على الاعتراف بأن الارتباط لا يعني السببية. يمكن أن تكون جميع العلامات والأعراض والمتلازمات وعوامل الخطر ظاهرة ثانوية بهذا المعنى. على سبيل المثال، زيادة خطر الإصابة بسرطان الثدي بالتزامن مع تناول مضاد حيوي هو ظاهرة ثانوية. ليس المضاد الحيوي هو الذي يسبب زيادة المخاطر، ولكن الالتهاب المتزايد المرتبط بالعدوى البكتيرية هو الذي دفع إلى تناول المضاد الحيوي. استعارة الشجرة هي إحدى طرق المساعدة في شرح الفرق لشخص يكافح من أجل الفهم. إذا كانت العدوى هي جذر الشجرة، والالتهاب هو الجذع، فإن السرطان والمضاد الحيوي هما فرعين؛ المضاد الحيوي ليس الجذع.

### الكهرمغنطيسيَّة
على الرغم من أن الإلكترونيات يُقال إنها ناتجة عن تأثير الإلكترونات، إلا أن النهج القياسي لدراسة الظواهر الكهربائية بسبب جيمس كليرك ماكسويل يعتبر هذه الجسيمات ثانوية:
في نظرية ماكسويل، الشحنة والتيار هما ظاهرتان إضافيتان (مظاهر ثانوية) للعمليات الأساسية فيما أسماه، بعد فاراداي، المجالات الكهربائية والمغناطيسية. في الواقع، تبقى نظرية ماكسويل الناضجة بعيدة تمامًا عن البنية المجهرية للمادة وعن أي اعتبار «للمادة الكهربائية». بدلاً من ذلك، اقترح أنه يجب تحديد كميات معينة في كل نقطة في الفضاء، بحيث تحدد العلاقات بينها (معادلات ماكسويل) ووظائفها (مثل وظائف الطاقة) الظواهر. قد تعتمد هذه الكميات (الحقول) على الأحداث الفيزيائية الدقيقة، وبالفعل بذل ماكسويل بعض الجهد في أوراقه المبكرة في محاولة شرح كيف يمكن أن تؤدي العلاقات بينهما إلى حركات ميكانيكية. ومع ذلك، فإن النظرية تشرح فقط الظواهر واسعة النطاق، وليس من الضروري وضع النموذج المجهري في الاعتبار من أجل العمل معه بنجاح.

### حرية الإرادة
ووفقًا للظاهراتية مصاحبة، فإن الإرادة الحرة التي لها تأثير على العالم المادي هي وهم، حيث لا يمكن أن تحدث الظواهر الفيزيائية إلا عن طريق ظواهر فيزيائية أخرى. في الظاهرة الثانوية الضعيفة، توجد إرادة حرة لإحداث بعض التأثيرات العقلية، مما يسمح بالانضباط العقلي الموجه إلى ظواهر عقلية أخرى.

### سُلُوكِيَّة
تعترف الإصدارات الضعيفة من السلوكية في علم النفس بوجود ظواهر عقلية ولكن ليس دراستها ذات المغزى كأسباب لسلوك يمكن ملاحظته وتنظر إلى الظواهر العقلية إما على أنها ظاهرة ثانوية أو ملخصات لغوية، أدوات لفحص السلوك الجسدي الذي يمكن ملاحظته بشكل موضوعي.

### تَعَقُّد
في مجال الأنظمة المعقدة، يميل مصطلح ظَاهِرَةٌ إِضَافِيَّة إلى الاستخدام التولد.

### نظرية الاقتراح
اقترح زينون پيليشين نموذجًا افتراضيًا للإدراك حيث لا يصور الناس الأفكار في الصور بل في العلاقات ذات المغزى. في هذه النظرية، تشير الظاهرة الإضافية إلى الصور لأنها مجرد منتجات يصورها الناس من عمليات تفكيرهم الفعلية. يدافع زينون پيليشين عن ادعائه من خلال توضيح أننا لا نرى الصور إلا عندما نتخيل شكل كائن. في حين أن تصور الأشياء أو الإجراءات هو عملية متكررة في أذهاننا، إلا أنه لا يحدث عندما نفكر في المعنى الكامن وراء إجراء أو الخصائص غير المرئية لشيء ما. هناك العديد من المفاهيم التي لا يمكننا تصورها. بالإضافة إلى ذلك، عند تخيل صورة ما، فإنها تتغير بناءً على مفاهيمنا المسبقة، مما يشير إلى أن العلاقات الدلالية تسبق الصور المرئية. لسوء الحظ، فإن فكرة الظاهرة الإضافية في نظرية الافتراض ذاتية إلى حد كبير وليست قابلة للتزوير.

## وصلات خارجية
تعريف القاموس للظاهرة الاضافية في ويكاموس